# Soap Lake (Washington)
Soap Lake ist eine City im Grant County im US-Bundesstaat Washington an den Ufern des Soap Lake. Das U.S. Census Bureau hat bei der Volkszählung 2020 eine Einwohnerzahl von 1691 ermittelt. 2002 gab die Pläne zur Vorbereitung des Baus der weltgrößten Lavalampe (60 ft (18 m) hoch) als Touristenattraktion bekannt.

## Geschichte
Soap Lake wurde offiziell am 9. Juni 1919 anerkannt.
Die Auswahl des Stadtnamens beendete den Streit zwischen zwei rivalisierenden Fraktionen. Eine Gruppe hatte 1905 eine Ortslage parzelliert und sie Siloam genannt; die andere Partei nannte ihre zu gründende Stadt 1908 Cottage City. Der Name Soap Lake stammt vom Wort „Smokiam“, einem indianischen Begriff, der mit „Heilendes Wasser“ übersetzt wird. Die Indianerstämme nutzten den See für medizinische Zwecke für sich und ihre Tiere lange Jahre vor Ankunft der weißen Siedler.
Zu jener Zeit gab es am Soap Lake bereits ein reges Leben in einem Resort und Spa. Es umfasste vier Hotels und viele Gästehäuser sowie ein Catering für die Kurgäste. Die Einwohner waren auf die 1907 erbaute zweiräumige Schule außerordentlich stolz. Auch wenn der Haupterwerbszweig in Soap Lake sich auf den See und seine medizinischen Möglichkeiten stützte, wurde es zu einem sozialen Zentrum. Während seiner Glanzzeit wurden regelmäßig Festivitäten, gesellschaftliche Ereignisse und Zusammenkünfte veranstaltet. Besonders gut bekannt waren die Open-Air-Tanzveranstaltungen, die die Teilnehmer aus mehreren Meilen Entfernung anlockten.
Dies kam während der Großen Depression zum Erliegen; die Dürre wirkte sich massiv auf Soap Lake aus. Wegen des Fehlens von Wasser und des Fehlens von Geld schwand der Touristenverkehr. Als jedoch der Grand Coulee Dam gebaut wurde, brachten die Bewässerungskanäle neues Leben in das Gebiet. Soap Lake war im vergangenen Jahrhundert international für sein mit 23 Inhaltsstoffen mineralreiches Wasser und seinen mineralreichen Schlamm bekannt. Viele Leute glauben an die erfolgreiche Verwendung von Wasser und Schlamm für eine Vielzahl von Lebensmitteln. Vom Beginn des 20. Jahrhunderts bis Mitte der 1940er Jahre gab es eine Reihe von Sanatorien in Soap Lake.
Diese frühen Versionen von Spas wurden von Gästen aus dem ganzen Land und der Welt genutzt. Wenn die Sanatorien, Hotels und Badehäuser voll waren, schliefen die Menschen in Zelten und selbst unter ihren Autos, nur um das Wasser des Sees nutzen zu können. Das Kriegsveteranenministerium der Vereinigten Staaten entsandte 1933 neun Veteranen für ein spezielles Projekt für die Behandlung des Buerger-Syndroms. Im November 1938 wurde das McKay Hospital fertiggestellt. Für einige Jahre wurde es als Forschungszentrum für die Untersuchung des therapeutischen Effekts von Seewasser und Klima genutzt.

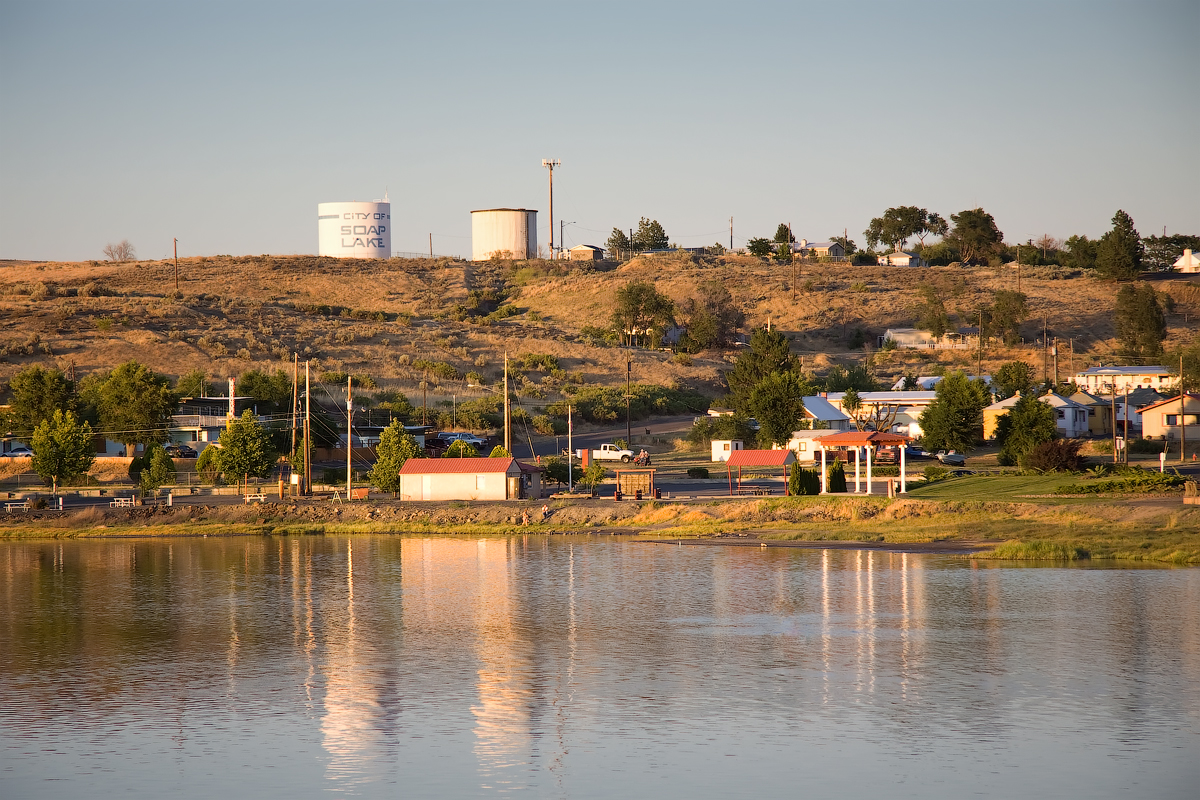
City of Soap Lake

Soap Lake liegt im Zentrum des Bundesstaates Washington, 20 mi (32 km) nördlich der Interstate 90 zwischen Seattle und Spokane in einer Wüste mit einem Jahresniederschlag von 230 Millimetern oder weniger sowie 320 Sonnentagen. Die aktuelle Bevölkerung umfasst etwa 1.740 Personen. Der Soap Lake bildet das Ende einer Kette von Seen, die sich entlang der Lower Grand Coulee befinden. Die Lower Grand Coulee ist mehr als 1,5 mi (2,4 km) breit und hat Stellen mit blanken Basalt-Wänden, die 900 ft (ca. 270 m) hoch aufragen. Die Washington State Route 17, der „Coulee Corridor-National Scenic Byway“, verläuft durch Soap Lake und auf dem Grund des Canyons zum Grand Coulee Dam und nach Kanada.
Von den fünf Seen entlang des Coulee Corridor hat der Soap Lake den höchsten Mineralgehalt. Die oberste Schicht des Soap Lake besteht aus 81 ft (25 m) Mineralwasser, die zweite schlammartige Schicht aus einer gehaltvolleren Komposition von Mineralien mit einigen ungewöhnlichen Substanzen und mikroskopisch kleinen Lebewesen. Die beiden Schichten des Sees sind in tausenden von Jahren nicht vermischt worden. Wissenschaftler sprechen von Seen mit diesen seltenen Bedingungen als „meromiktisch“. Unter den nur 11 meromiktischen Seen in den Vereinigten Staaten ist der Soap Lake vielleicht der „meromiktischste“. Einige der ungewöhnlichen Qualitäten des Sees werden wissenschaftlich untersucht und dokumentiert. Der Mineralgehalt des Seewassers wurde in den vergangenen 95 Jahren oftmals, zuletzt 2000, untersucht. Während dieser Zeit hat sich die Konzentration verschiedener Minerale verändert.
Soap Lake wurde 1950 eine Third Class City, was eine Klassifikation nach der Einwohnerzahl darstellt. 1952 gab es 2.051 Einwohner, die bis 1955 auf 2.580 Menschen anwuchsen. Zu dieser Zeit wurde der See zunehmend verwässert, was auf Sickerwasser aus den lebensspendenden Bewässerungskanälen zurückzuführen war. Der Stadtrat ersuchte das US-Innenministerium um Abhilfe. Das United States Bureau of Reclamation baute mehrere Brunnen und Pumpen, um das Sickerwasser aufzufangen und konnte Ende der 1950er Jahre die Verdünnung minimieren.

## Tourismus
Die Stadt versucht gegenwärtig, Touristen anzulocken, indem die Gesundheitsaspekt des Sees wiederbelebt wird, um die Spa-Klientel anzuziehen. Den Mineralien im See werden heilende Eigenschaften für das Buerger-Syndrom nachgewiesen. Zwei ältere Steingebäude entlang des Nordabschnitts der Hauptstraße wurden renoviert und sollen ein Kunstmuseum und ein Café beherbergen.
Eine weitere Bemühung um Touristen stellt die Installation eines neuen Hinguckers an der Straße: Eine 52.000 lb (ca. 23.590 kg) schwere Lavalampe, die früher für die Target Corporation Reklame am Times Square machte.
Diese wurde 2010 im Dokumentarfilm World’s Largest (dt. etwa „Der Welt Größte“) dargestellt.

## Geographie
Nach dem United States Census Bureau nimmt die Stadt eine Gesamtfläche von 3,24 Quadratkilometern ein, worunter keine Wasserflächen sind.

### Klima
|                        | Jan    | Feb    | Mär    | Apr   | Mai   | Jun   | Jul   | Aug   | Sep   | Okt    | Nov    | Dez    |   |        |
| Mittl. Temperatur (°C) | −2,22  | 1,39   | 6,39   | 11,11 | 15,83 | 20,00 | 23,61 | 23,33 | 18,06 | 10,83  | 3,06   | −1,94  | ⌀ | 10,8   |
| Mittl. Tagesmax. (°C)  | 16,11  | 18,33  | 23,89  | 34,44 | 38,33 | 40,56 | 42,78 | 46,11 | 40,00 | 30,00  | 22,22  | 17,22  | ⌀ | 30,9   |
| Mittl. Tagesmin. (°C)  | −30,00 | −31,11 | −16,67 | −5,56 | −2,22 | 0,56  | 4,44  | 2,22  | −2,22 | −13,33 | −17,78 | −26,11 | ⌀ | −11,4  |
|                        |        |        |        |       |       |       |       |       |       |        |        |        |   |        |
| Niederschlag (mm)      | 21,08  | 19,81  | 19,05  | 10,92 | 16,26 | 12,95 | 11,18 | 6,35  | 9,40  | 11,94  | 26,16  | 30,23  | Σ | 195,33 |

| −30,00 |

| −31,11 |

| −16,67 |

| −5,56 |

| −2,22 |

| 0,56 |

| 4,44 |

| 2,22 |

| −2,22 |

| −13,33 |

| −17,78 |

| −26,11 |

| −30,00 |

| −31,11 |

| −16,67 |

| −5,56 |

| −2,22 |

| 0,56 |

| 4,44 |

| 2,22 |

| −2,22 |

| −13,33 |

| −17,78 |

| −26,11 |

## Demographie

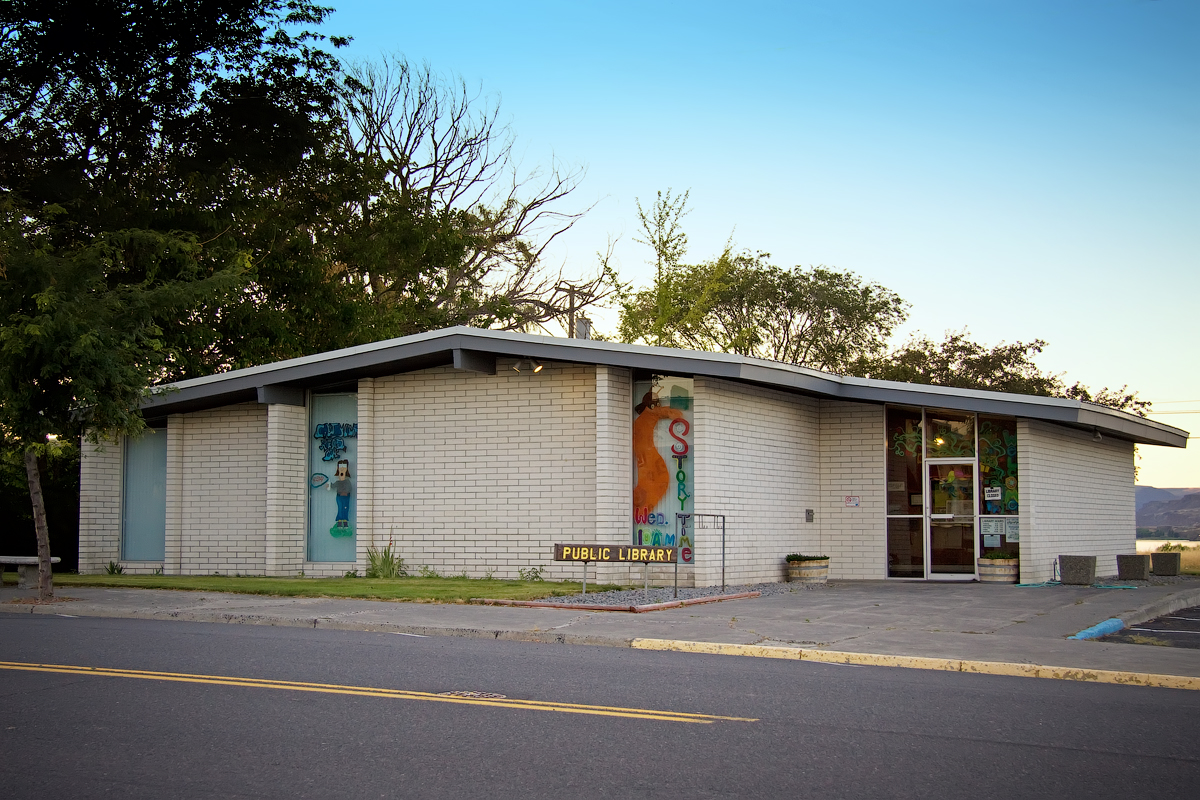
Öffentliche Bibliothek in Soap Lake

### Census 2000
Nach der Volkszählung von 2000 gab es in Soap Lake 1.733 Einwohner, 778 Haushalte und 427 Familien. Die Bevölkerungsdichte betrug 553 pro km². Es gab 996 Wohneinheiten bei einer mittleren Dichte von 317,8 pro km².
Die Bevölkerung bestand zu 90,02 % aus Weißen, zu 0,87 % aus Afroamerikanern, zu 1,21 % aus Indianern, zu 0,23 % aus Asiaten, zu 3,92 % aus anderen „Rassen“ und zu 3,75 % aus zwei oder mehr „Rassen“. Hispanics oder Latinos „jeglicher Rasse“ bildeten 11,77 % der Bevölkerung.
Von den 778 Haushalten beherbergten 22,2 % Kinder unter 18 Jahren, 40,6 % wurden von zusammen lebenden verheirateten Paaren, 10,3 % von alleinerziehenden Müttern geführt; 45 % waren Nicht-Familien. 38,8 % der Haushalte waren Singles und 15,4 % waren alleinstehende über 65-jährige Personen. Die durchschnittliche Haushaltsgröße betrug 2,17 und die durchschnittliche Familiengröße 2,91 Personen.
Der Median des Alters in der Stadt betrug 44 Jahre. 23,9 % der Einwohner waren unter 18, 7,1 % zwischen 18 und 24, 21 % zwischen 25 und 44, 23,1 % zwischen 45 und 64 und 24,9 65 Jahre oder älter. Auf 100 Frauen kamen 90,2 Männer, bei den über 18-Jährigen waren es 86,8 Männer auf 100 Frauen.
Alle Angaben zum mittleren Einkommen beziehen sich auf den Median. Das mittlere Haushaltseinkommen betrug 20.459 US$, in den Familien waren es 25.000 US$. Männer hatten ein mittleres Einkommen von 27.656 US$ gegenüber 21.771 US$ bei Frauen. Das Pro-Kopf-Einkommen betrug 13.753 US$. Etwa 26,3 % der Familien und 30,6 % der Gesamtbevölkerung lebte unterhalb der Armutsgrenze; das betraf 80,5 % der unter 18-Jährigen und 15,2 % der über 65-Jährigen.

### Census 2010

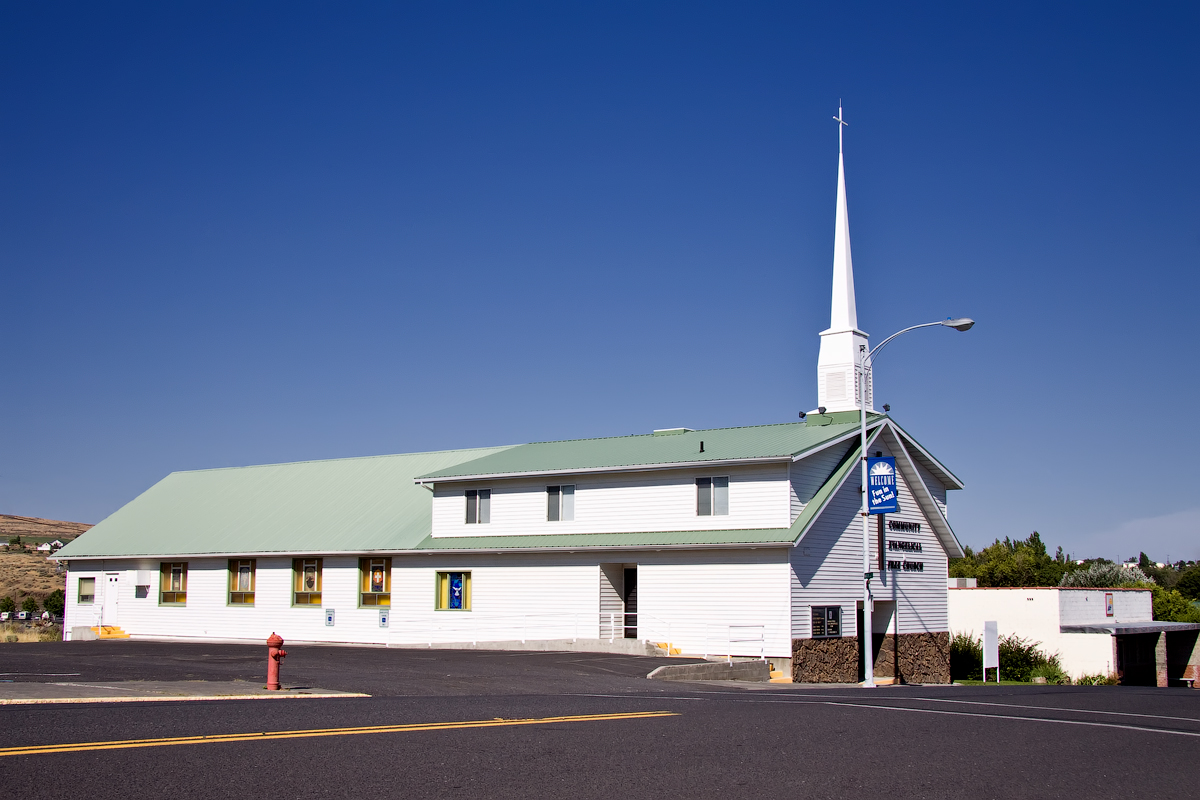
Die Community Evangelical Free Church in Soap Lake.

Nach der Volkszählung von 2010 gab es in Soap Lake 1.514 Einwohner, 740 Haushalte und 350 Familien. Die Bevölkerungsdichte betrug 467,6 pro km². Es gab 977 Wohneinheiten bei einer mittleren Dichte von 301,8 pro km².
Die Bevölkerung bestand zu 86 % aus Weißen, zu 1 % aus Afroamerikanern, zu 1,9 % aus Indianern, zu 0,6 % aus Asiaten, zu 7,7 % aus anderen „Rassen“ und zu 2,8 % aus zwei oder mehr „Rassen“. Hispanics oder Latinos „jeglicher Rasse“ bildeten 11,8 % der Bevölkerung.
Von den 740 Haushalten beherbergten 20,3 % Kinder unter 18 Jahren, 33,2 % wurden von zusammen lebenden verheirateten Paaren, 10,1 % von alleinerziehenden Müttern und 3,9 % von alleinstehenden Vätern geführt; 52,7 % waren Nicht-Familien. 44,5 % der Haushalte waren Singles und 16,1 % waren alleinstehende über 65-jährige Personen. Die durchschnittliche Haushaltsgröße betrug 1,99 und die durchschnittliche Familiengröße 2,79 Personen.

Der Median des Alters in der Stadt betrug 48,8 Jahre. 19 % der Einwohner waren unter 18, 8,5 % zwischen 18 und 24, 18 % zwischen 25 und 44, 30,4 % zwischen 45 und 64 und 24,2 65 Jahre oder älter. Von den Einwohnern waren 48,9 % Männer und 51,1 % Frauen.

## Gebetsstätten
- Community Evangelical Free Church of Soap Lake (Evangelical Free Church of America) (englisch)
- First Baptist Church of Soap Lake (Baptist Network Northwest) (englisch)
- Redeeming Grace Church (Southern Baptist Convention) (englisch)